# Rur

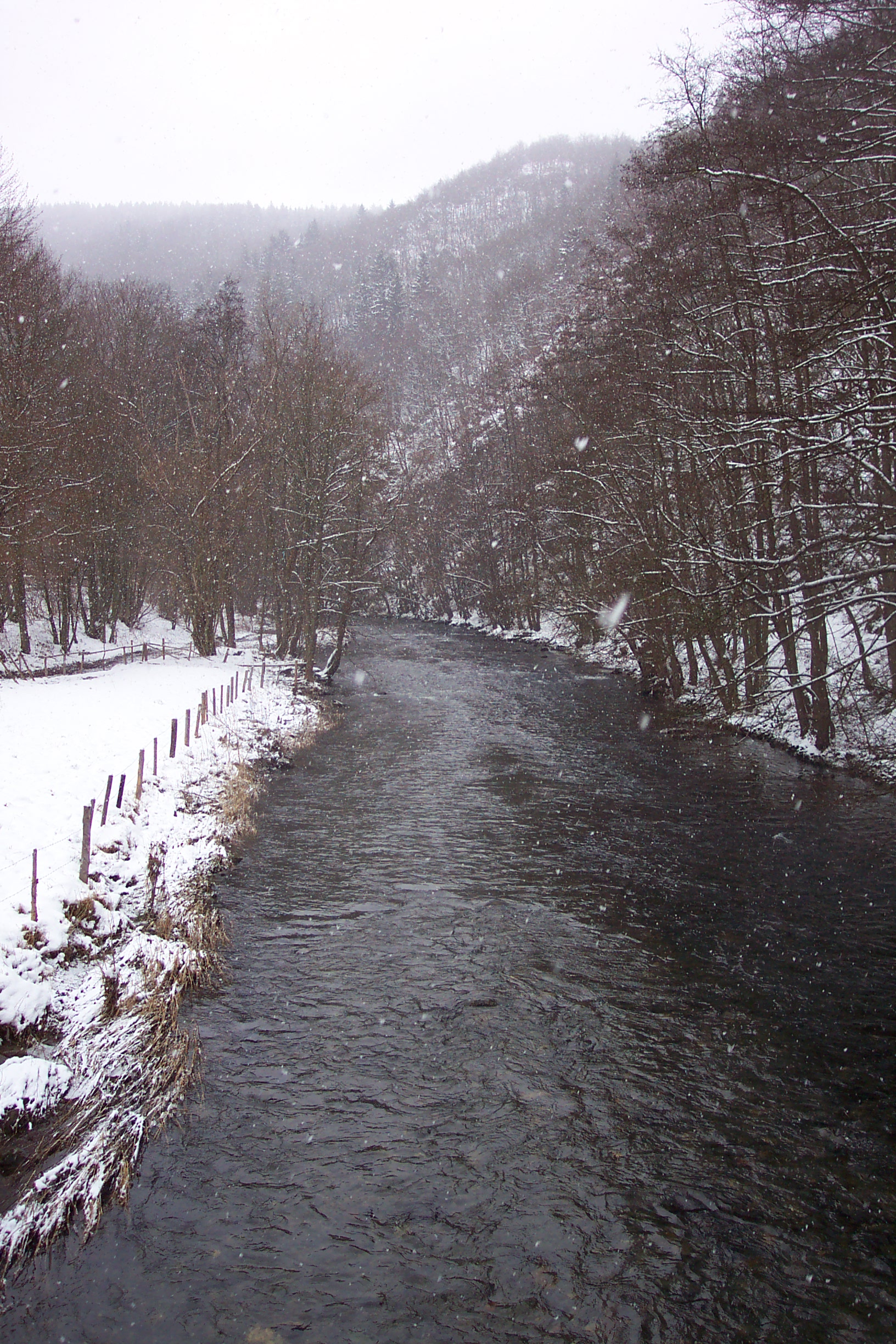
Die Rur zwischen Monschau und Dedenborn

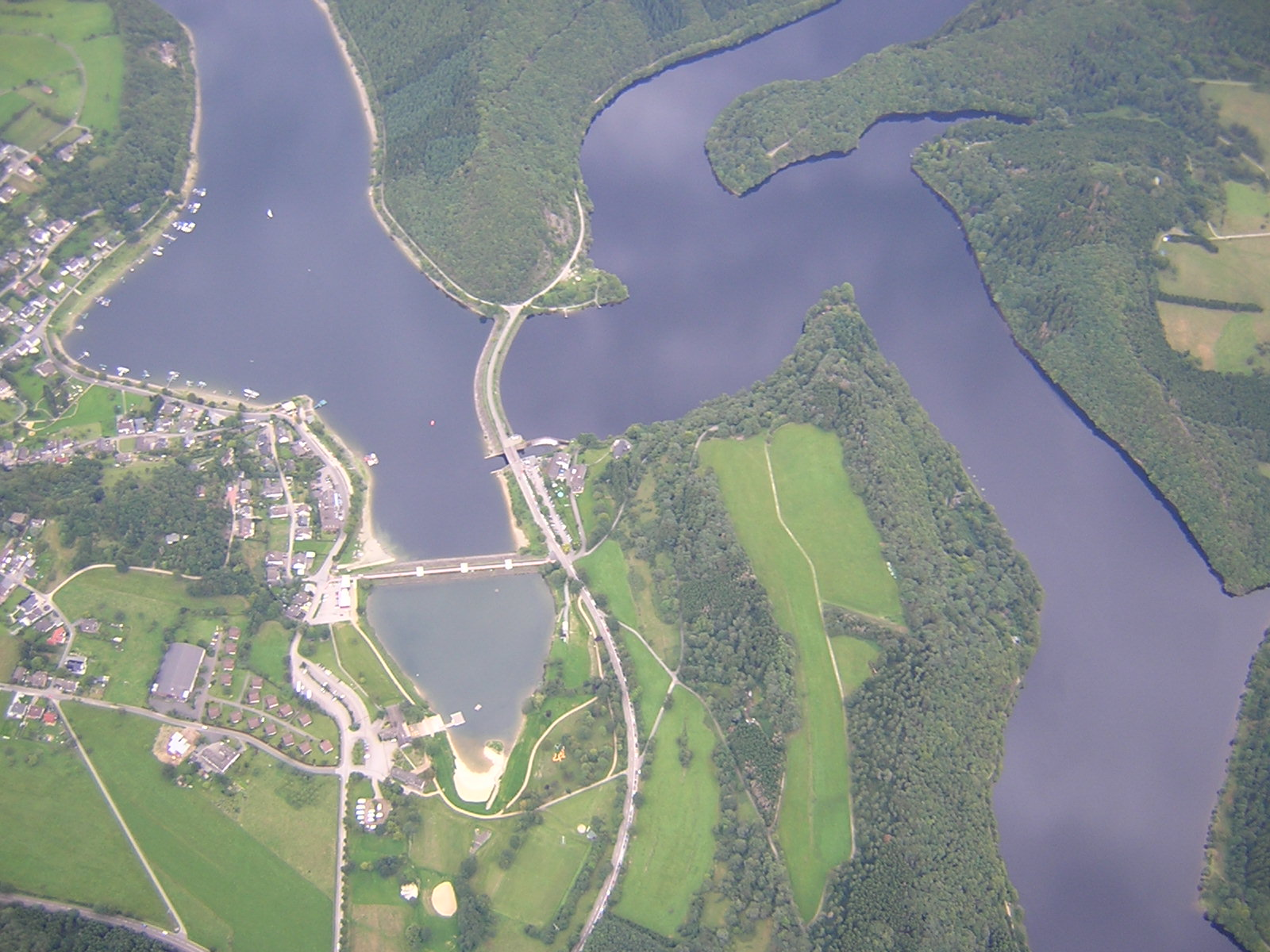
Obersee (rechts) und Einlauf zum Rurstausee (Rursee) (links)

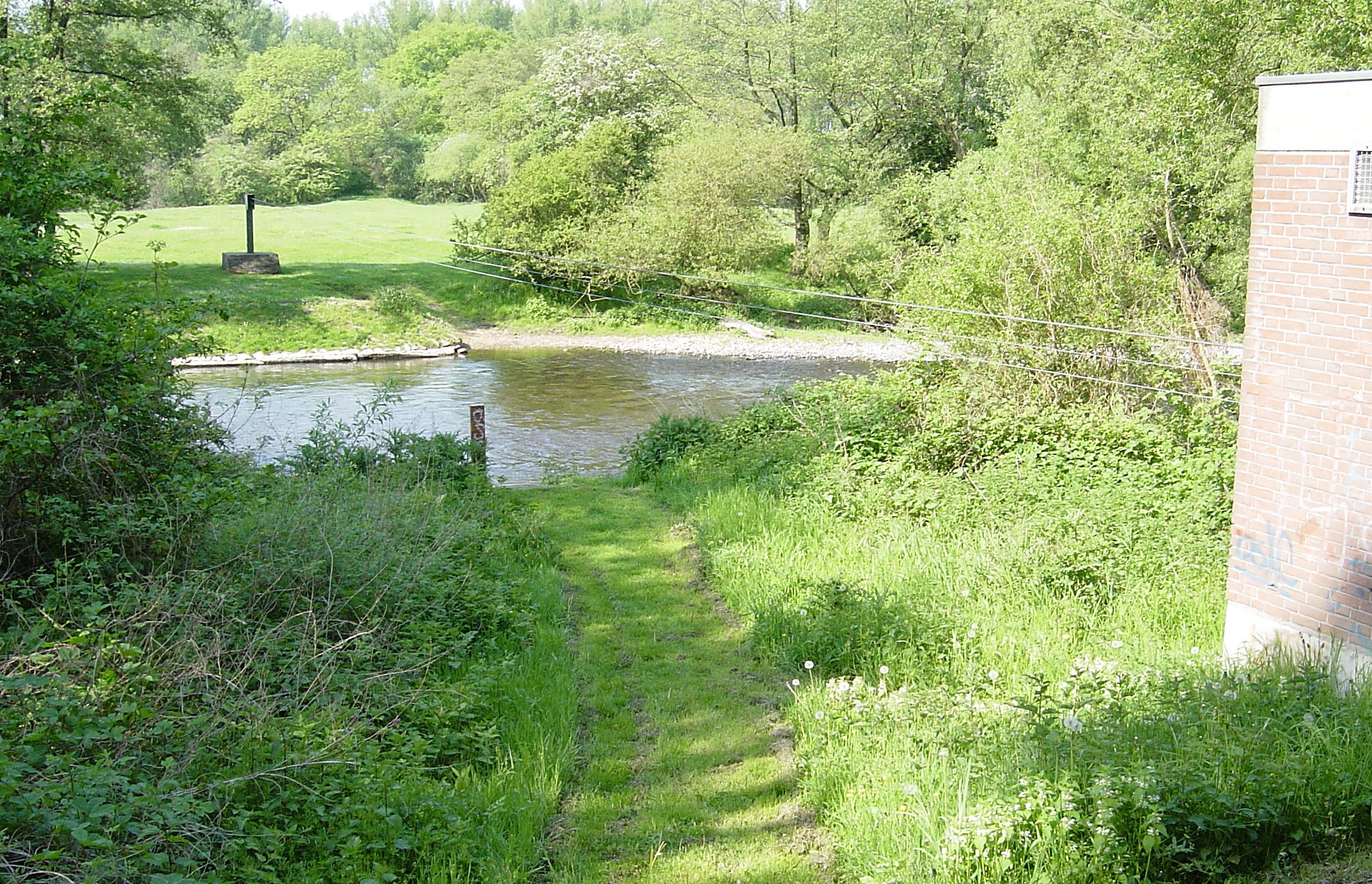
Rurpegel bei Altenburg

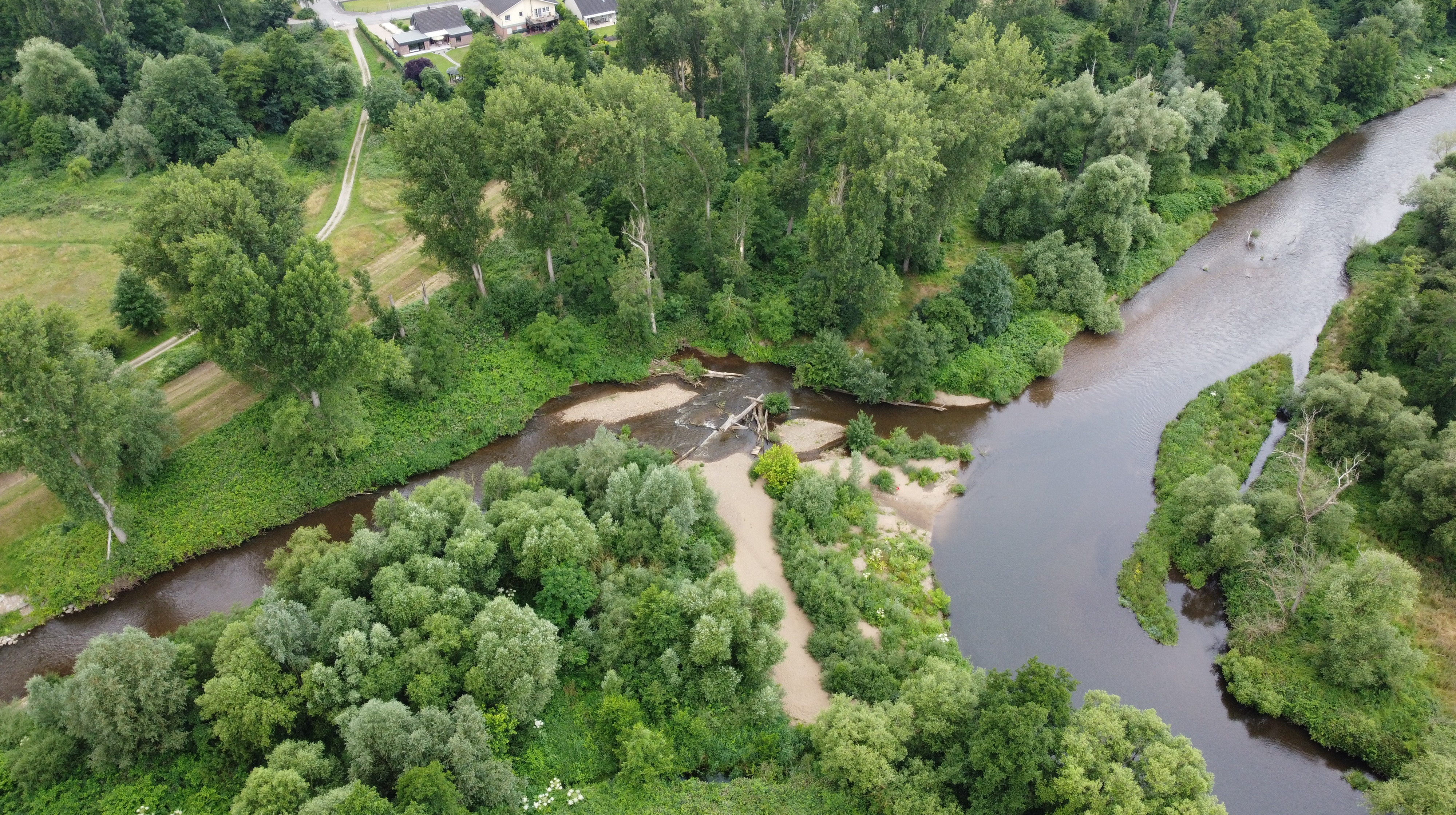
Mündung der umgeleiteten Inde (links) in die Rur bei Kirchberg

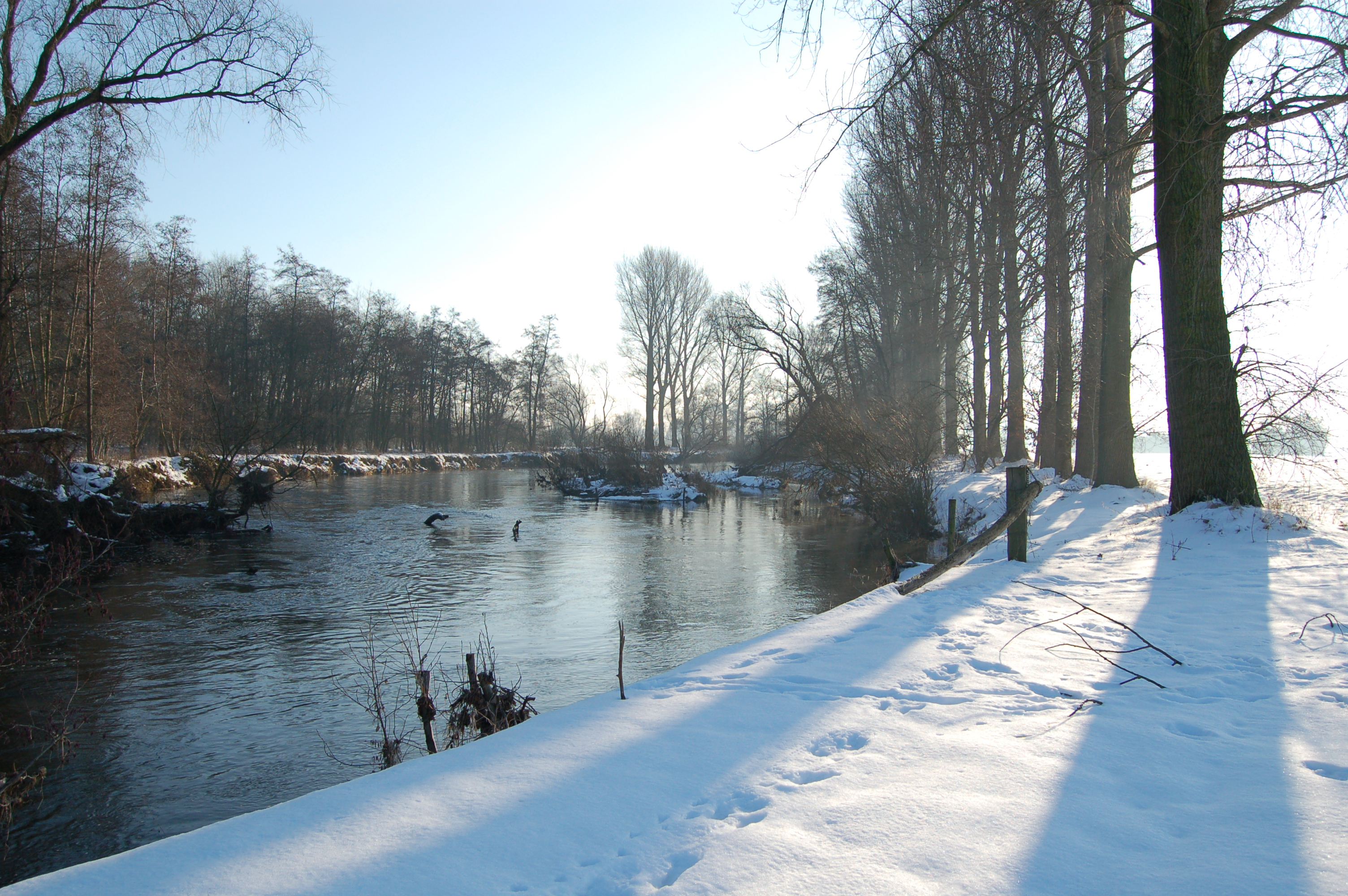
Die Rur an der deutsch-niederländischen Grenze bei Vlodrop

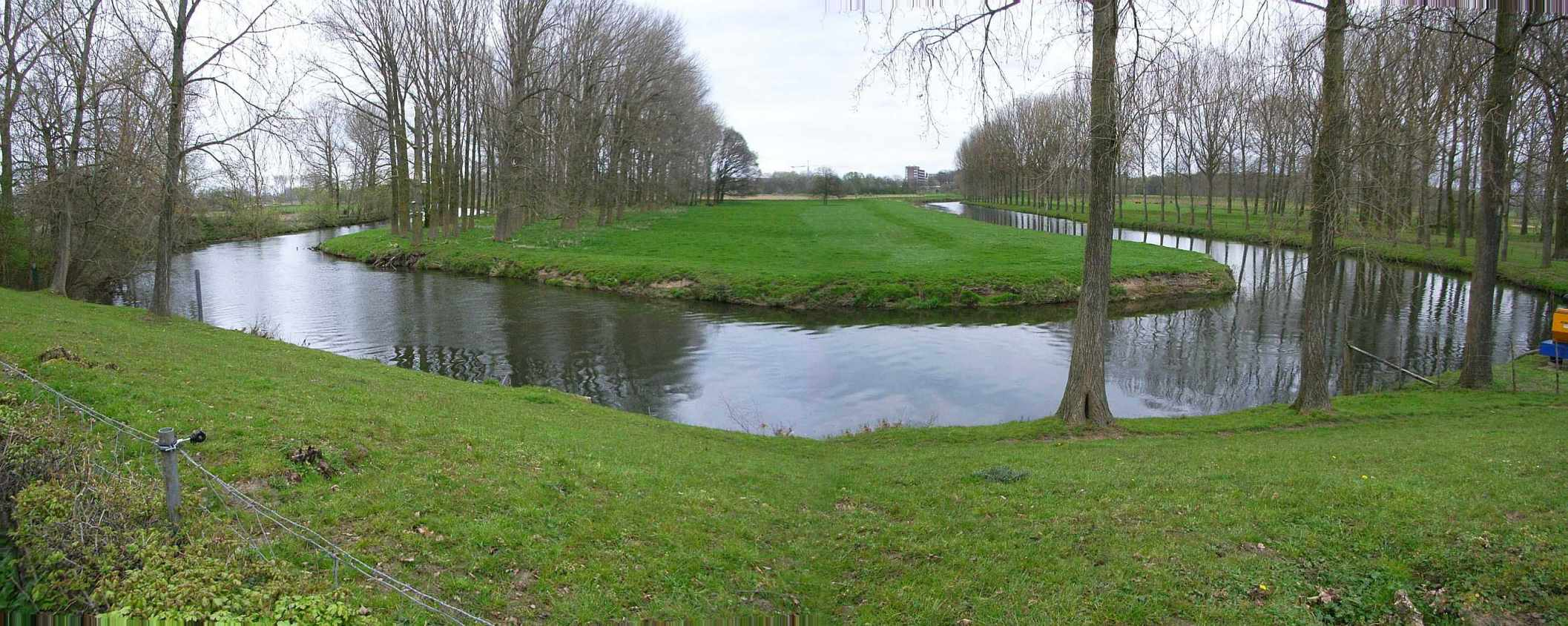
Die Rurschleife bei Roerdalen-Lerop

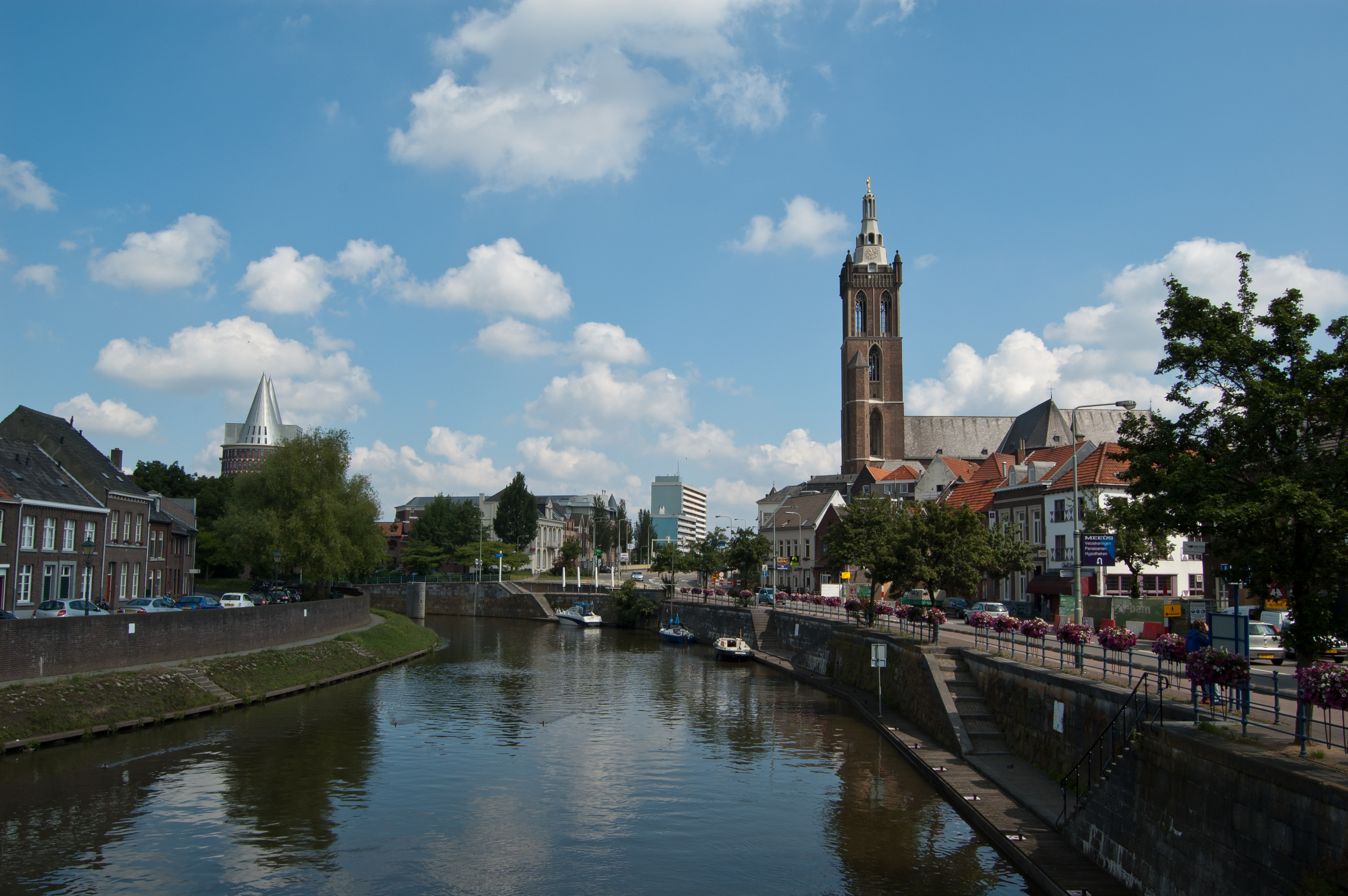
Die Rur in Roermond, kurz vor der Mündung in die Maas mit dem Rurhafen und der St.-Christophorus-Kathedrale

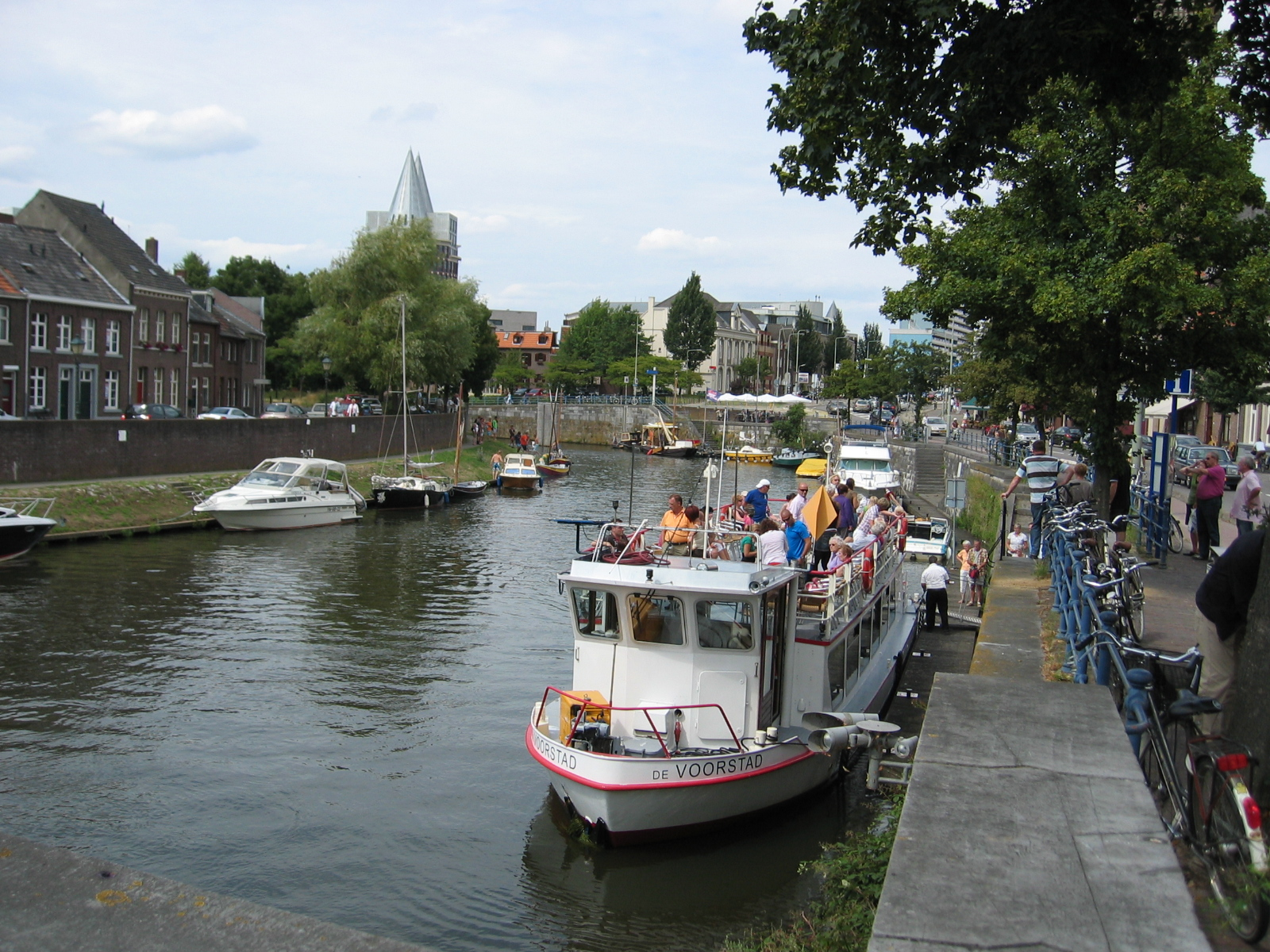
Roermond: An der Roerkade der gemeindeeigene Anlegesteiger Roermond

Die Rur (französisch Rour und niederländisch Roer) ist ein 164,5 km langer, südöstlicher und orographisch rechter Nebenfluss der Maas in Belgien, Deutschland und den Niederlanden; etwa 80 Prozent der Flussstrecke befinden sich auf deutschem Territorium.

## Name
Der Name des Flusses wird zur Unterscheidung von der zum Rhein fließenden Ruhr seit etwa 1900 ohne „h“ geschrieben; zur Unterscheidung spricht man auch von der Eifel-Rur. Die alte Schreibweise scheint noch in Ortsnamen wie Erkensruhr und Einruhr auf. Auf Niederländisch und Französisch wird der Fluss Roer geschrieben (aber wie im Deutschen ausgesprochen), in Belgien (Wallonien) auch Rour oder Roule.
Aus römischer Zeit ist bereits der Name der Flussgöttin Rura bekannt. Ein Altar für diese Göttin wurde in der Nähe von Roermond bekannt. Der frühmittelalterliche Geograph von Ravenna erwähnt den Flussnamen Rura ebenfalls.
Möglicherweise leitet sich der Name vom indogermanischen Verbaladjektiv *ruro für „reißend“ ab.

## Geographie

### Verlauf

#### Oberster Lauf in Belgien
Die Rur entspringt in der belgischen Provinz Lüttich im Hohen Venn. Ihre Quelle liegt im Naturpark Hohes Venn-Eifel im Bereich der nahe Sourbrodt befindlichen Botrange (694,24 m O.P.; höchste Erhebung Belgiens) auf rund 660 m O.P. Höhe. Eine punktgenaue Lokalisierung einer Quelle ist nicht möglich, da sich in diesem Hochmoorgebiet die Wässer zunächst in verschiedenen künstlichen Abzugsgräben sammeln und erst später einen natürlichen, nicht begradigten Verlauf annehmen.
Anfangs fließt die Rur in überwiegend östlicher Richtung durch das dort unbesiedelte Hohe Venn. Nach 10,4 km Flusslauf erreicht sie zwischen dem Bütgenbacher Ortsteil Küchelscheid (Belgien) und dem Monschauer Ortsteil Kalterherberg (Deutschland) die belgisch-deutsche Grenze.

#### Langer Mittellauf in Nordrhein-Westfalen
Anschließend verläuft die Rur in Nordrhein-Westfalen in der Städteregion Aachen ein kurzes Stück nach Norden. Sie durchquert gefällereich in meist engem, gewundenem Tal die Eifel und passiert etwas südöstlich den auf einer Hochfläche liegenden Monschauer Ortsteil Mützenich. Bereits vor der dann durchflossenen Monschauer Kernstadt wendet sich die Rur nach Osten und passiert den oberhalb des Tales gelegenen Monschauer Ortsteil Widdau. Dann passiert sie Hammer am linken Ufer und durchfließt Dedenborn, das größtenteils im Inneren einer langen Nordschleife liegt; beides sind Simmerather Ortsteile.
Anschließend fließt die Rur noch vor dem Simmerather Ortsteil Einruhr in den nach Nordnordosten gerichteten Obersee des Rurstausees ein, auch Rursee genannt; letzterer ist der nach Volumen zweitgrößte Stausee in Deutschland. Der Obersee und damit die Rur erhält bei Hochwasser Zufluss über den Überlauf der Urfttalsperre aus der Urft, ihrem natürlichen rechten Zufluss. Unmittelbar unterhalb des Obersees läuft die Rur zwischen der zu Simmerath gehörenden Ortschaft Rurberg und dem Heimbacher Ortsteil Hasenfeld durch den Rurstausee, in welchem sie in den Kreis Düren wechselt und auch den links wiederum auf einer Hochfläche liegenden Nideggener Ortsteil Schmidt passiert. Danach fließt sie durch das Staubecken der Stauanlage Heimbach, das durch den Kermeterstollen, der die Eifelregion Kermeter untertunnelt, Zufluss aus dem Urftstausee im Süden und somit aus der Urft erhält. An alle drei Stauseen stößt jeweils der Nationalpark Eifel, der durch den Rurstausee in einen Süd- und Nordteil geteilt wird.
Unterhalb des Staubeckens fließt die Rur etwa ab der Kernstadt von Heimbach östlich des Nationalparks in Richtung Norden. Dabei passiert oder durchfließt sie im Heimbacher Stadtgebiet noch die Ortschaften Hausen und Blens sowie im Folgenden von Nideggen die Dörfer Abenden, Hetzingen und Brück, über dem sich auf der Eifelhochfläche teilweise auf einem Sporn die Nideggener Kernstadt ausbreitet. Im Talmündungskeil der danach von links zulaufenden Kall liegt dann der Hürtgenwalder Ortsteil Zerkall.
Anschließend durchläuft die Rur das Staubecken Obermaubach an dessen unterem linken Ufer der Ort Obermaubach liegt, und sie passiert oder durchfließt Schlagstein, Untermaubach, Üdingen und Winden; sie alle gehören zu Kreuzau, dessen gleichnamigen Kernort der Fluss danach am rechten Ufer passiert. Dann zieht sie im Dürener Stadtgebiet durch Lendersdorf, vorbei an Rölsdorf und durchfließt die Dürener Kernstadt. Ab dort wendet sie sich mehr und mehr nach Nordwesten. Unterhalb des Stadtzentrums passiert sie die Dürener Ortsteile Mariaweiler, Birkesdorf, Hoven und, nachdem sie die Bundesautobahn 4 unterquert hat, auch noch Merken.
Gegenüber von Merken fließt die Rur am östlich des Flusses liegenden Huchem-Stammeln vorbei, dann an Selhausen und Krauthausen; sie alle gehören zu Niederzier. Dann passiert sie noch den etwas abseits des Flusses gelegenen Indener Ortsteil Schophoven.
Im Jülicher Stadtgebiet liegen nahe am Fluss Selgersdorf, Altenburg und Kirchberg, wo die Inde einmündet. Dann durchquert die Rur die überwiegend rechts liegende Jülicher Kernstadt und zieht, nach Unterqueren der Bundesautobahn 44, vorbei an den Ortsteilen Koslar, Broich und Barmen. In ihrer inzwischen nur mehr wenig in die Umgebung eingegrabenen, breiten Talaue zweigen ab hier einige Mühlenteich genannte Mühlengräben ab, die einst Wassermühlen oder Gerbereien Wasser zuführten.
Etwas östlich abseits der Rur liegt dann der Linnicher Ortsteil Tetz. Der Fluss passiert anschließend im Linnicher Gebiet Floßdorf und Rurdorf und fließt dann durch die im Kern links liegende Stadt Linnich selbst und anschließend vorbei am Ortsteil Körrenzig; auf diesem letzten Flurlaufabschnitt wurde die Rur renaturiert.
Hiernach läuft die Rur im Kreis Heinsberg im Stadtgebiet von Hückelhoven an den Ortschaften Rurich, Brachelen, Hilfarth und Doverack sowie an der Hückelhovener Kernstadt vorbei; sodann passiert sie die Ortsteile Millich und, nach Unterqueren der Bundesautobahn 46, Ratheim mit Krickelberg und Garsbeck. Gegenüber von Ratheim liegen westlich der Rur im Stadtgebiet von Heinsberg die Ortschaften Oberbruch und Unterbruch. Unterhalb von Garsbeck passiert der Fluss den Wassenberger Ortsteil Luchtenberg und dann die Wassenberger Kernstadt. Dann passiert er die Heinsberger Wohnlagen und Ortsteile Brehm, Hochbrück, wonach bei Kempen die schon länger links parallel laufende Wurm einmündet; Karken danach auf derselben Seite hat etwas mehr Abstand vom Fluss, ihm gegenüber liegen östlich der Rur die Wassenberger Ortschaften Ophoven, Steinkirchen und Effeld.

#### Unterlauf und Mündung in den Niederlanden
Anschließend überschreitet die Rur nach 132,3 km Fließstrecke in Nordrhein-Westfalen die Grenze zur niederländischen Provinz Limburg, wo sie die Roerdalener Ortsteile und Ortslagen Vlodrop, Herkenbosch, Sint Odiliënberg, Melick und Lerop passiert. Hiernach fließt sie im Stadtgebiet von Roermond an den Ortslagen Kitskensberg, De Kemp und Donderberg vorbei. Westlich von De Kemp verläuft unter dem Fluss nahe dem Westportal ein Stück des 2,5 km langen Roertunnels der A 73.
Nach den letzten 21,8 km auf niederländischem Gebiet mündet die Rur zwischen der Roermonder Ortslage Roer und der Kernstadt auf etwa 17 m NAP Höhe in zwei Mündungsarmen in die Maas.
Die Rurmündung in Roermond ist schiffbar. Dort befindet sich u. a.  die alte Looskade (Ladekai).
Auf dem etwa 164,5 km langen Lauf von der etwa 643 m höher gelegenen Quelle bis zur Mündung hat die Rur ein mittleres Sohlgefälle von etwa 3,9 ‰.
Bis ins Jahr 1342 verlief die Maas bei Roermond sieben Kilometer weiter westlich. Sie wurde 1338 bis 1342 zur Stadt hin verlegt, an deren Südwestrand heute die Mündung liegt.
Mündungslage beider Rurmündungsarme (beide in Roermond):
- linker bzw. westlicher Mündungsarm (Hambeek): ⊙
- rechter bzw. östlicher Mündungsarm: ⊙

### Einzugsgebiet, Zuflüsse und Mühlenteiche
Das Einzugsgebiet der Rur ist 2360,88 km² groß. Die wichtigsten Zuflüsse der Rur sind die Urft, die Inde und die Wurm. Zu den Zuflüssen und Mühlengräben (Mühlenteichen) der Rur gehören (flussabwärts betrachtet):
- Kleine Rur / Petite Rour
- Breitenbach in Küchelscheid
- Schwarzbach in Küchelscheid
- Langenbruchsief, östlich von Kalterherberg
- Schlüsselbach, südwestlich von Mützenich
- Perlenbach (manchmal auch Perlbach, in Ostbelgien Schwalmbach)
- Kleiner Laufenbach nordöstlich von Mützenich im NSG Kleines Laufenbachtal
- Laufenbach in Monschau
- Bettebach östlich von Mützenich-Eschweide
- Belgenbach bei Widdau (von links)
- Brommersbach bei Hammer
- Riffelsbach bei Hammer
- Erkensruhr bei Einruhr
- Urft im Obersee der Rurtalsperre bei Rurberg (von rechts)
- Mühlbach (Rur) in Abenden
- Kall bei Zerkall
- Rinnebach in Obermaubach
- Windener Mühlenteich
- Kreuzauer Mühlenteich
- Lendersdorfer Mühlenteich
- Dürener Mühlenteich
- Krauthausen-Jülicher Mühlenteich (mündet über den Ellebach wieder in die Rur)[8][9]
- Inde bei Kirchberg (von links)
- Ellebach in Jülich
- Altdorf-Kirchberg-Koslarer Mühlenteich bei Floßdorf
- Merzbach bei Linnich (von links)
- Malefinkbach bei Rurich
- Baaler Bach (I) bei Rittergut Grittern / Hückelhoven (bei Kleinbouslar im Oberlauf Nysterbach genannt) (von rechts)
- Golkrather Bach bei Millich
- Erlenbach – Linnicher Mühlenteich – Teichbach bei Porselen-Bleckden
- Floßbach, auch Gerderather Bach

Auf alten Karten (z. B. der Karte des Landkreises Erkelenz 1820) ist zu sehen, dass der Floßbach, der von Gerderath kommend in südwestlicher Richtung auf die Rur zulief, hinter Ratheim seinen Lauf nach Nordwesten änderte und über etwa 8 km parallel zur Rur verlief. Er mündete nahe der niederländischen Grenze zwischen Ophoven und Effeld in den Fluss. Sein alter Name Bohlbach mag zur (irreführenden) heutigen Bezeichnung Baalerbach geführt haben. Mit der landschaftlichen Umgestaltung (Flurbereinigung) vom Ende der 1950er bis zur Mitte der 1960er Jahre und der darauf folgenden Flussbegradigung wurde auch der Verlauf der Bäche verändert:
- der Floßbach, jetzt auch Ratheimer Mühlenbach genannt, mündet bei Ratheim in der Nähe des Adolfosees in die Rur und dient als Vorfluter für die Ratheimer Kläranlage
- sein ehemaliger Nebenbach, der Pützbach, „kreuzt“ den heutigen Floßbach, verläuft dann in dessen ehemaligem Bett und mündet bei Ratheim-Garsbeck in die Rur
- sein ehemaliger Nebenbach, der heutige „Baalerbach“ (II), der oberhalb Orsbeck „Myhlerbach“ genannt wird, mündet bei Gut Wylack / Wassenberg in die Rur

- Wurm bei Kempen (von links)
- Mühlenteich Junge Wurm (Liecker Bach) bei Karken, Rest des ehemaligen Mühlenbaches, der von Randerath aus von der Wurm abgezweigt wurde. Die Junge Wurm ist bereits im 8. Jahrhundert nach Christus belegt.
- Schaagbach bei Vlodrop / Niederlande (oberhalb Effeld „Birgeler Bach“ genannt)
- Rothenbach bei Vlodrop / Niederlande
- Boschbeek bei Herkenbosch / Niederlande

Die an der Rur gelegenen Mühlenteiche sind keine Teiche im gewöhnlichen Wortsinne, also stehende Gewässer, sondern von der Rur gespeiste Fließgewässer, die zwischen dem 15. und dem 18. Jahrhundert künstlich angelegt wurden, um im Rurtal – auch abseits des Flusses und seiner Nebenbäche – eine Vielzahl von Wassermühlen betreiben zu können.

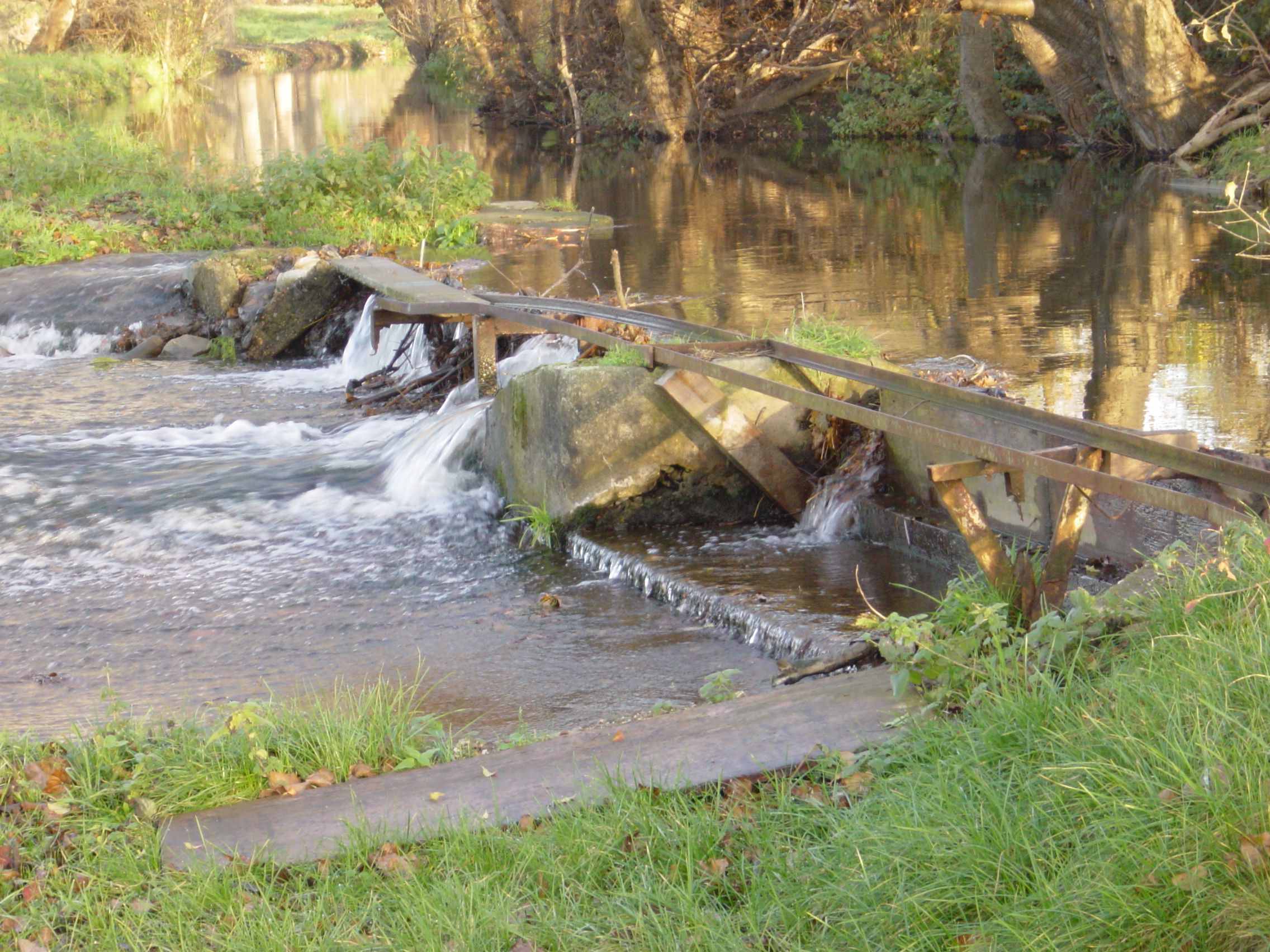
Jülicher Mühlenteich (mit Abschlag)
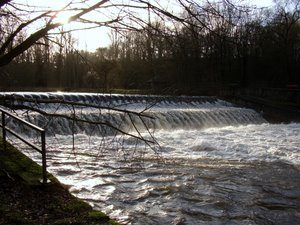
Linnicher Wehr (⊙)

### Talsperren

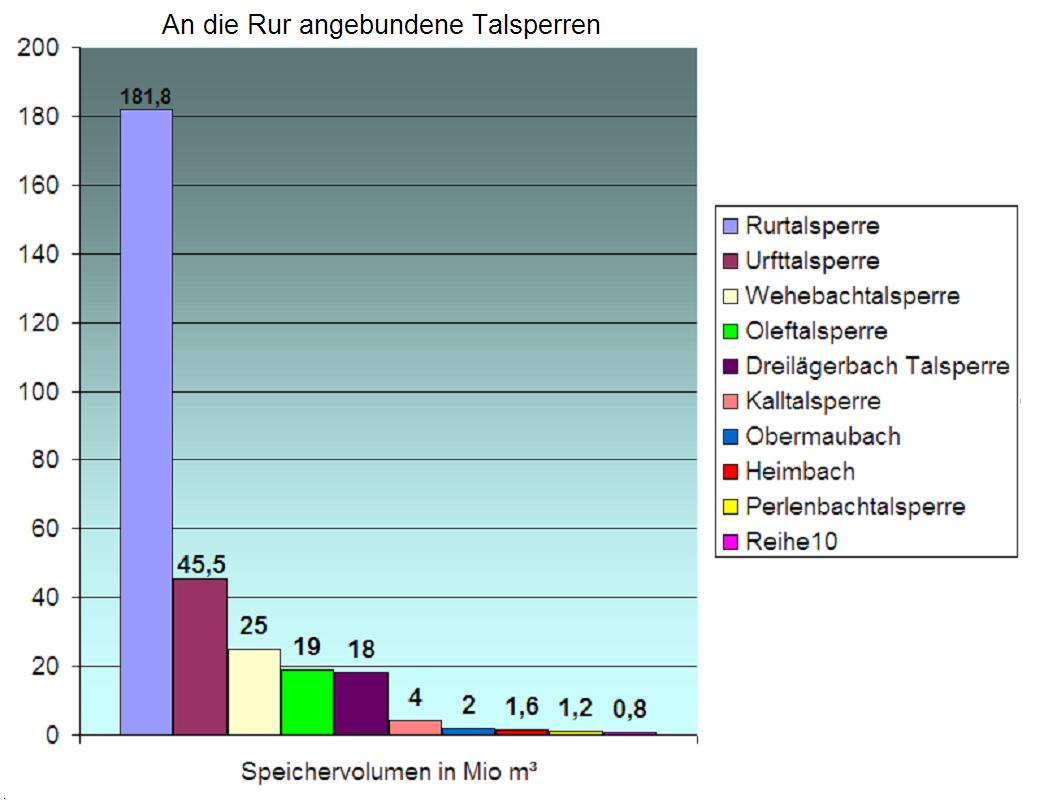
Talsperren/Stauseen der Eifel an der Rur

Die Talsperren, die dem Hochwasserschutz und der Wasseranreicherung und mit in ihren Stauseen gesammeltem Wasser zur Trinkwasserversorgung und Stromgewinnung dienen, an der Rur und deren Zuflüssen sind:
- Dreilägerbachtalsperre, entwässert über Dreilägerbach, Vicht und Inde in die Rur
- Kalltalsperre, entwässert über die Kall in die Rur
- Oleftalsperre, entwässert über die Olef, Urft, Urfttalsperre in die Rur
- Perlenbachtalsperre entwässert über Perlenbach in die Rur
- Rurtalsperre mit Obersee und Vorsperre Eiserbach an der Rur
- Stauanlage Heimbach, an der Rur
- Stausee Obermaubach, an der Rur
- Urfttalsperre, entwässert im Regelfall durch den Kermeterstollen bei der Stauanlage Heimbach in die Rur und im Hochwasserfall über den Staumauerüberlauf in den Obersee der Rurtalsperre
- Wehebachtalsperre, entwässert über Wehebach und Inde in die Rur

### Städte und Gemeinden
Städte und Gemeinden an der Rur sind:
- Weismes / Belgien
- Bütgenbach / Belgien
- Monschau
- Simmerath (Zufluss der Urft)
- Heimbach
- Nideggen
- Kreuzau
- Düren
- Jülich (Zufluss der Inde)
- Linnich
- Hückelhoven
- Heinsberg (Zufluss der Wurm)
- Wassenberg
- Roerdalen / Niederlande
- Roermond / Niederlande

## Hydrologie
An der Rur werden zahlreiche Pegel betrieben, zum Beispiel bei Altenburg. Am Pegel Stah bei Kempen, unweit der niederländischen Grenze und nach dem Einmünden der Wurm, wird auf deutscher Seite letztmals ein Pegel betrieben. Dort liegt der mittlere Wasserstand (MW) bei 0,52 m und der mittlere Hochwasserstand (MHW) bei 2,10 m.
Zum Abfluss der Maas bei Roermond trägt die Rur mit durchschnittlich etwa 26 m³/s rund 10 % bei.
Führt die Maas Hochwasser, kann ihr innerstädtischer Mündungsarm in Roermond mit zwei Hochwasserschleusen von der Maas abgetrennt werden. Dann fließt das gesamte Rurwasser über den zweiten Mündungsarm, die Hambeek, ab. Der innerstädtische Rurarm wird als Gasthafen (Passantenhaven) für die Sportschifffahrt genutzt.

## Energiegewinnung
Das Wasser der Rur wird auch zur Energiegewinnung eingesetzt. Die Turbinen im Kraftwerk Schwammenauel, Heimbach, Obermaubach und in Roermond (ECI Centrale) werden zur Stromerzeugung genutzt.

## Wasserrechtliche Zuständigkeiten
Wasserrechtlich zuständig für die Rur ist auf deutscher Seite der Wasserverband Eifel-Rur (WVER). Von der Europäischen Union (EU) werden Hochwasserschutz- und Renaturierungsprojekte des WVER an Inde- und Rurauen unter dem Projektnamen RIPARIA gefördert. So wurden in den Bereichen Körrenzig, Millich und Ratheim je ein Altarm integriert und wieder naturnahe Rückhalteräume hergestellt.
Auf niederländischem Staatsgebiet ist die Waterschap Roer en Overmaas zuständig.

## Naturschutzgebiete
Große Bereiche der Rur und des Rurtals bis Linnich sind als Naturschutzgebiete ausgewiesen. Dabei handelt es sich um Oberes Rurtal mit den Felsbildungen der Ehrensteinley, Mittleres Rurtal mit den Felsbildungen der Perdsley und Wiselsley, Rurtal mit den Felsbildungen der Uhusley, Buntsandsteinfelsen im Rurtal zwischen Heimbach und Kreuzau, Rur in Jülich, Rurmäander zwischen Floßdorf und Broich, Buntsandsteinfelsen bei Blens und Rurtal von Abenden bis zum Einmündungsbereich der Rur ins Staubecken Obermaubach. Diese Gebiete sind teilweise auch als Fauna-Flora-Habitat-Gebiet ausgewiesen. Probleme gibt es an als Kletterfelsen genutzten Buntsandsteinfelsen im Rurtal bzw. in Nebentälern, wo der Lebensraum im Einstiegsbereich von Kletterrouten oder durch „Ausfegen“ von lockerem Geröll oder Felsvegetation degradiert wird oder verloren geht. Insbesondere wird das Vorkommen der Mauereidechse beunruhigt und Eiablageplätze an den Feldfüßen zerstört.

## Bauwerke

### Stauwehre
Zu den Stauwehren an der Rur gehören (flussabwärts betrachtet):
- Windener Stauwehr, zwischen Winden und Kreuzau
- Kreuzauer Stauwehr, in Kreuzau
- Rurdorfer Stauwehr, zwischen Rurdorf und Linnich

### Brücken
Ein herausragendes Brückenbauwerk über die Rur ist die Eisenbahnbrücke in Düren, die Dreigurtbrücke.

### Burgen, Schlösser und Kirchen
Zu den Burgen, Schlössern und Kirchen an der Rur gehören:
- Burg Monschau
- Burg Hengebach (Burg Heimbach)
- Burg Nideggen
- Burg Untermaubach
- Schloss Burgau
- Basilika in Sint Odiliënberg

## Geschichte

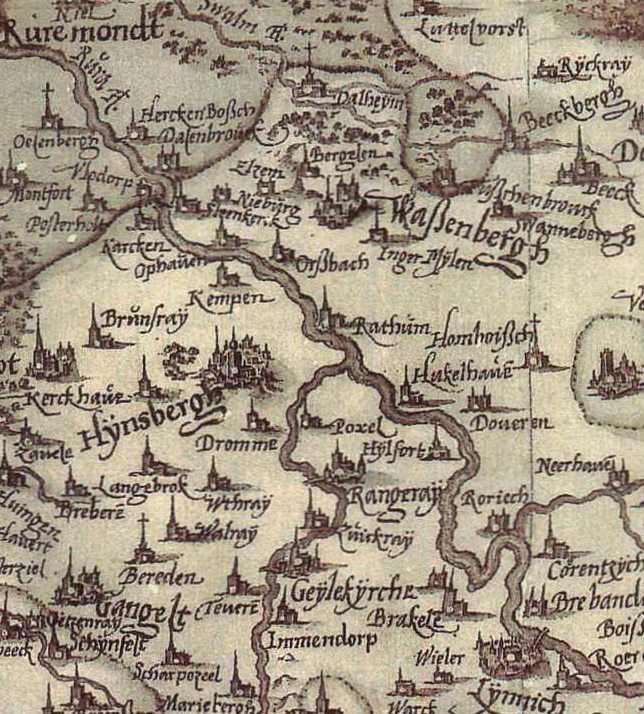
Unterlauf der Rur um 1573

Bis ca. 1570 fand auf der Rur zwischen Roermond und Jülich ein Schifffahrtsbetrieb mit kleinen Schiffen statt. Man war bestrebt die Rur bis Jülich schiffbar zu halten. Schließlich stellt sich der Verkehr über Land als wirtschaftlicher heraus. Bis Mitte des 16. Jahrhunderts gab es aber noch einen Flößereibetrieb.

### Département de la Roer
Von 1798 bis 1814 bestand während der Zugehörigkeit zu Frankreich das Département de la Roer (Rur-Departement). Dessen Hauptstadt war Aachen. Die Arrondissements waren Aix-la-Chapelle, Clèves, Crévelt und Cologne (heute Aachen, Kleve, Krefeld und Köln). Die Kantone im Bereich der Rur waren Heinsberg, Linnich, Jülich, Düren, Froitzheim (heute Vettweiß), Gemünd und Montjoie (Monschau).

### Zweiter Weltkrieg
Im Zweiten Weltkrieg bildete die Rur Ende 1944/Anfang 1945 die Frontlinie, von deutscher wie von alliierter Seite wurde sie als Rurfront bezeichnet. Im November 1944 kam es zu einer Panzerschlacht bei Linnich, an die ein Gedenkstein am Hubertuskreuz erinnert.

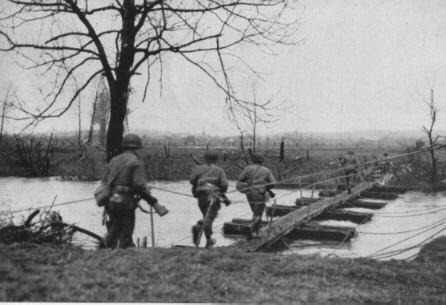
US-Infanterie setzt bei Hückelhoven über die Rur, Februar 1945

Als Abwehrmaßnahme gegen die vorrückenden Alliierten wurden am 10. Februar 1945 der Kermeterdruckstollen der Urfttalsperre und die Verschlüsse der Grundablassstollen des Staudamms Schwammenauel (Rurtalsperre) gesprengt. Am 22. Februar begann die Operation Grenade. Am 23. Februar konnte die 102. US-Infanteriedivision zwischen Linnich und Rurdorf über die Rur übersetzen. Schon Anfang Dezember 1944 (das amerikanische Kriegstagebuch nennt den 1. Dezember) hatte sie Linnich nach hartem Kampf eingenommen. Hartes Winterwetter und schlechte Sicht hinderten die Westalliierten wochenlang daran, ihre Luftüberlegenheit zu nutzen.
Der zweite Übergang erfolgte am 25. Februar bei Hilfarth, gefolgt von der Einnahme Hückelhovens durch das 134. US-Infanterie-Regiment. Von da aus marschierten die Amerikaner dann weiter in nördliche Richtung (etwa Mönchengladbach), um sich mit alliierten Einheiten weiter nördlich zu vereinigen.

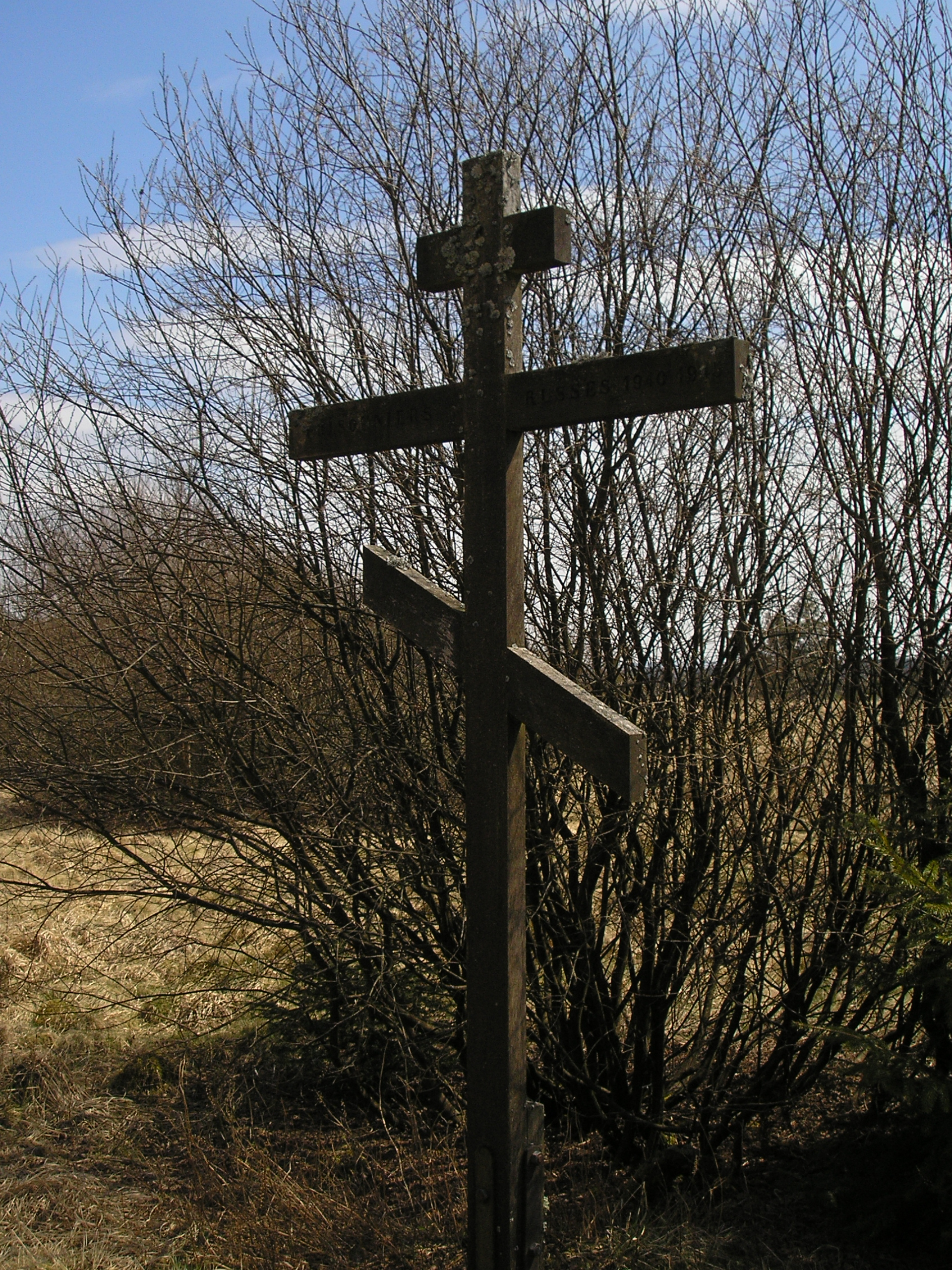
Gedenkkreuz am Lager Bosfagne

Im März 1943 wurde nahe der Bosfagne-Brücke über die Rur bei Sourbrodt ein kleines Lager für sowjetische Kriegsgefangene errichtet. Es war eine Außenstelle des Lagers Elsenborn, in dem sich bereits seit 1941 sowjetische Gefangene befanden. Die Gefangenen setzte man für Waldarbeiten und die Heuernte ein. Als die alliierten Truppen Ende September 1944 heranrückten, verlegte man die Gefangenen ins Lager Elsenborn und von dort weiter nach Deutschland.
Das erste 1963 durch die Amis de la Fagne errichtete Kreuz zur Erinnerung steht heute an der Stirnseite der kleinen Gedenkstätte. 1992 wurde es am ehemaligen Lagerplatz durch ein russisch-orthodoxes Kreuz ersetzt.

## Tourismus

### Kanufahren
Die Rur eignet sich für Kanu-Touren. Bei Monschau findet man im Frühjahr Wildwasser, und zwischen Düren und Linnich (für diesen Abschnitt gelten Beschränkungen) sowie Linnich und der niederländischen Grenze kann man das ganze Jahr Kanuwandern.
Das Kanufahren auf der Rur im Naturschutzgebiet Ruraue von Heimbach bis Obermaubach ist nur zu bestimmten Zeiten unter fachkundiger Leitung und nach Voranmeldung erlaubt.
Ebenso ist eine Voranmeldung erforderlich für das Kanufahren auf der Roer im niederländischen Abschnitt zwischen Vlodrop und Roermond.

### Radweg

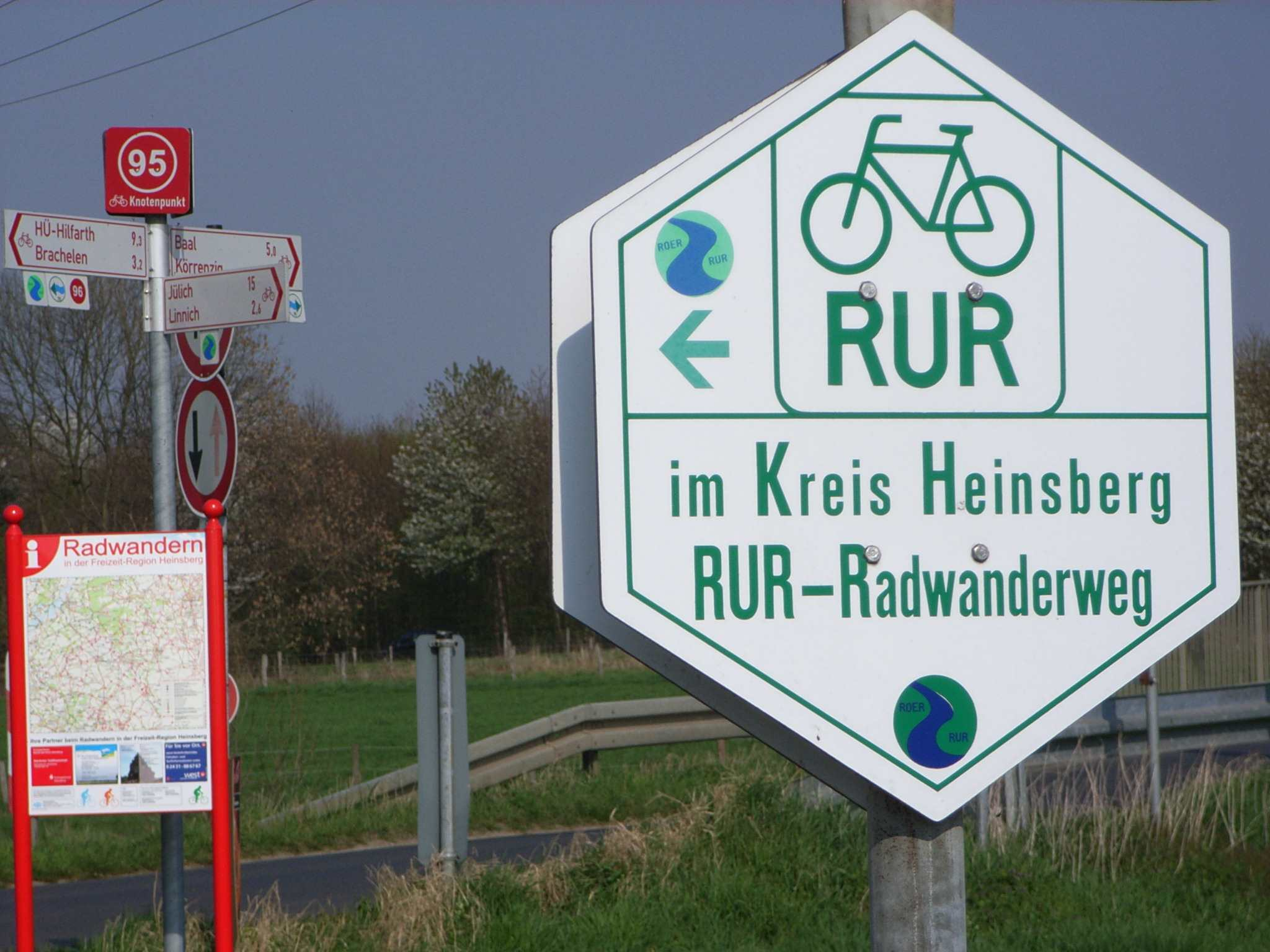
Rurufer-Radweg

Neben dem Fluss verläuft zwischen Heimbach am Rursee und der niederländischen Grenze der Rurufer-Radweg. Da die Rurtalbahn auf den Bahnstrecken Jülich – Düren und Düren – Heimbach auch Fahrräder transportiert, ist vor allem die Strecke von Heimbach nach Linnich interessant, da man nicht zurückradeln muss.

### Rurtalbahn
Nicht-Radfahrer können das Rurtal zwischen Linnich, Düren und Heimbach mit der Rurtalbahn erleben.

### Sehenswürdigkeiten
In Jülich speist die Rur im Erholungsgebiet Brückenkopf-Park die Gräben des restaurierten Brückenkopfes aus napoleonischer Zeit.
In Heimbach befindet sich das Wasser-Info-Zentrum.

### Passantenhafen Roermond
Der touristische Schiffsverkehr benutzt u. a. die Rurmündung mit ihrer alten Looskade (Ladekai). Hier finden Besucher mit Booten zwischen der Mündung bis zur "Stenen Brug" einen beiderseits der Rur angelegten „Anlegesteiger“ z. B. für einen Besuch von Roermond, ein Übernachten ist jedoch nicht erlaubt. Die Rur ist hier zwischen 20 m und max. 30 m breit, jedoch oft auf beiden Seiten von Booten belegt. Der Einbau eines Hochwasserschutztores macht es erforderlich, von der Maas einlaufende Boote mittels Schifffahrtszeichen (Beschränkungszeichen) auf die Minderbreite von 8 m (Abstand zwischen den Säulen der Hochwasserschutztore) hinzuweisen. Ein Wenden in dem engen und strömenden Rurarm ist längeren Booten unmöglich. Ein "Rückwärtsfahren" zum Verlassen des geschwungenen Rurarmes ggf. nur mit erheblichen Gefahren möglich.

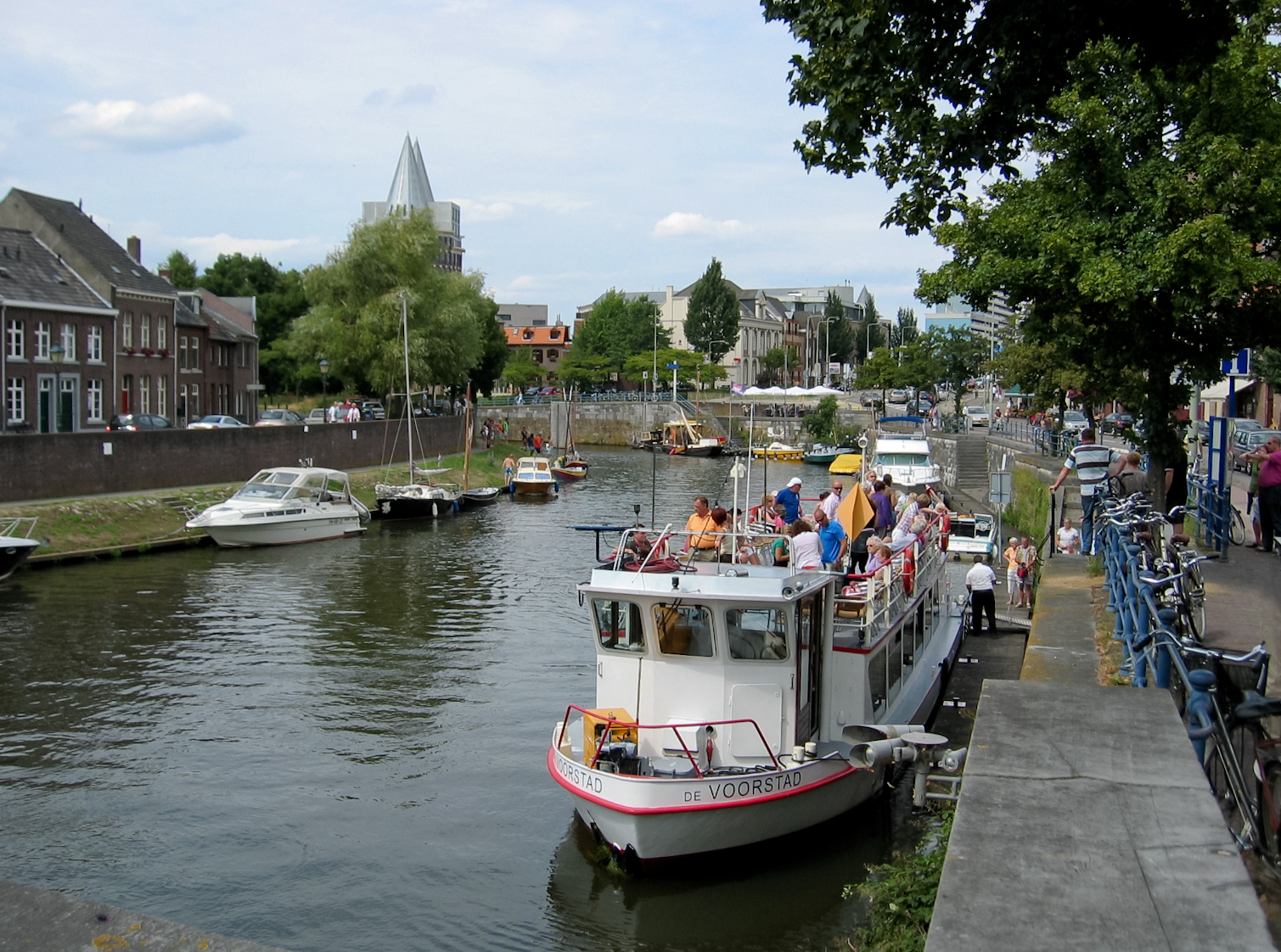
Schiffsverkehr im Passantenhafen von Roermond
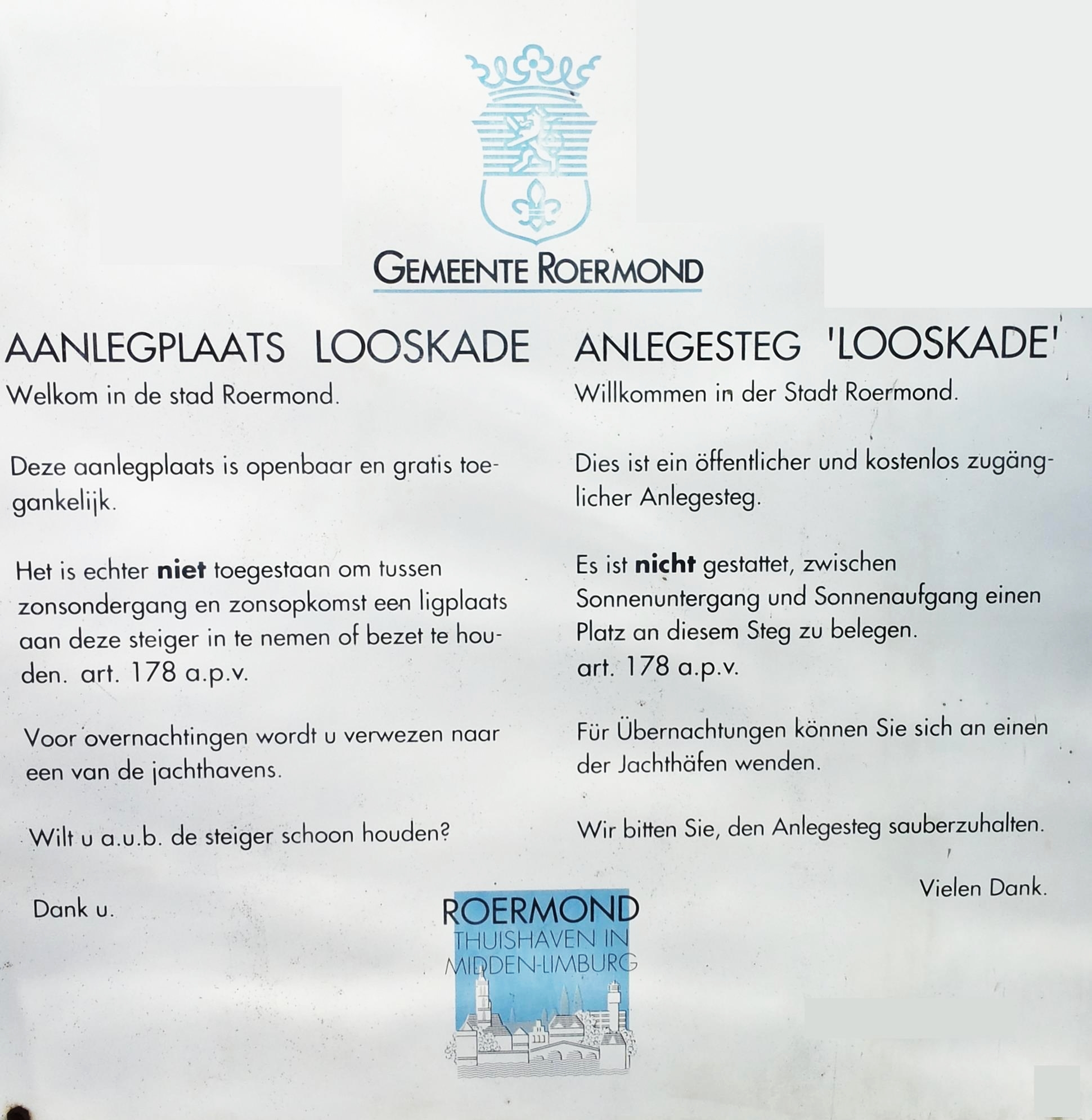
Gemeindeeigener Anlegesteiger
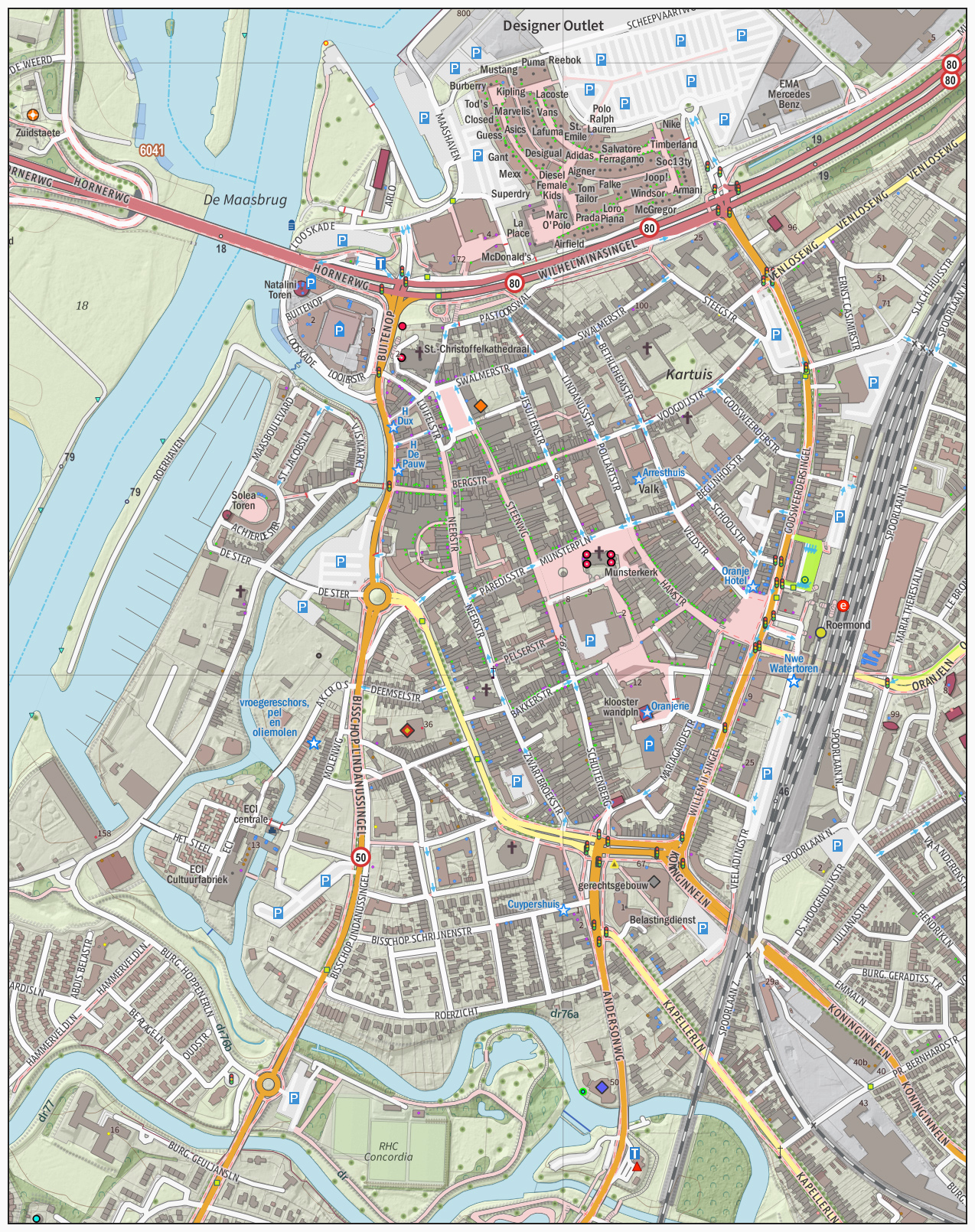
Rurmündung
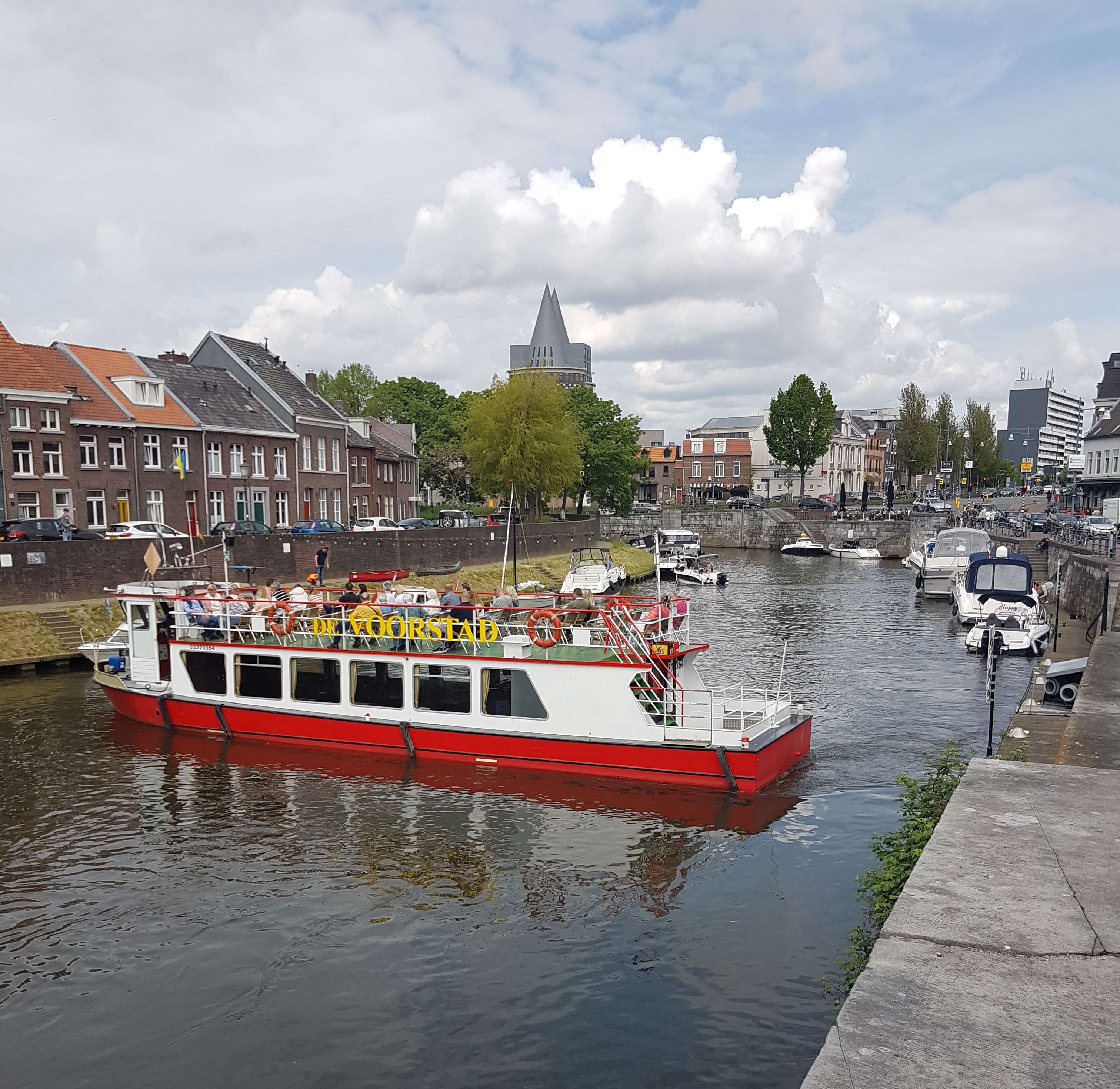
Wendemanöver eines Fahrgastschiffes
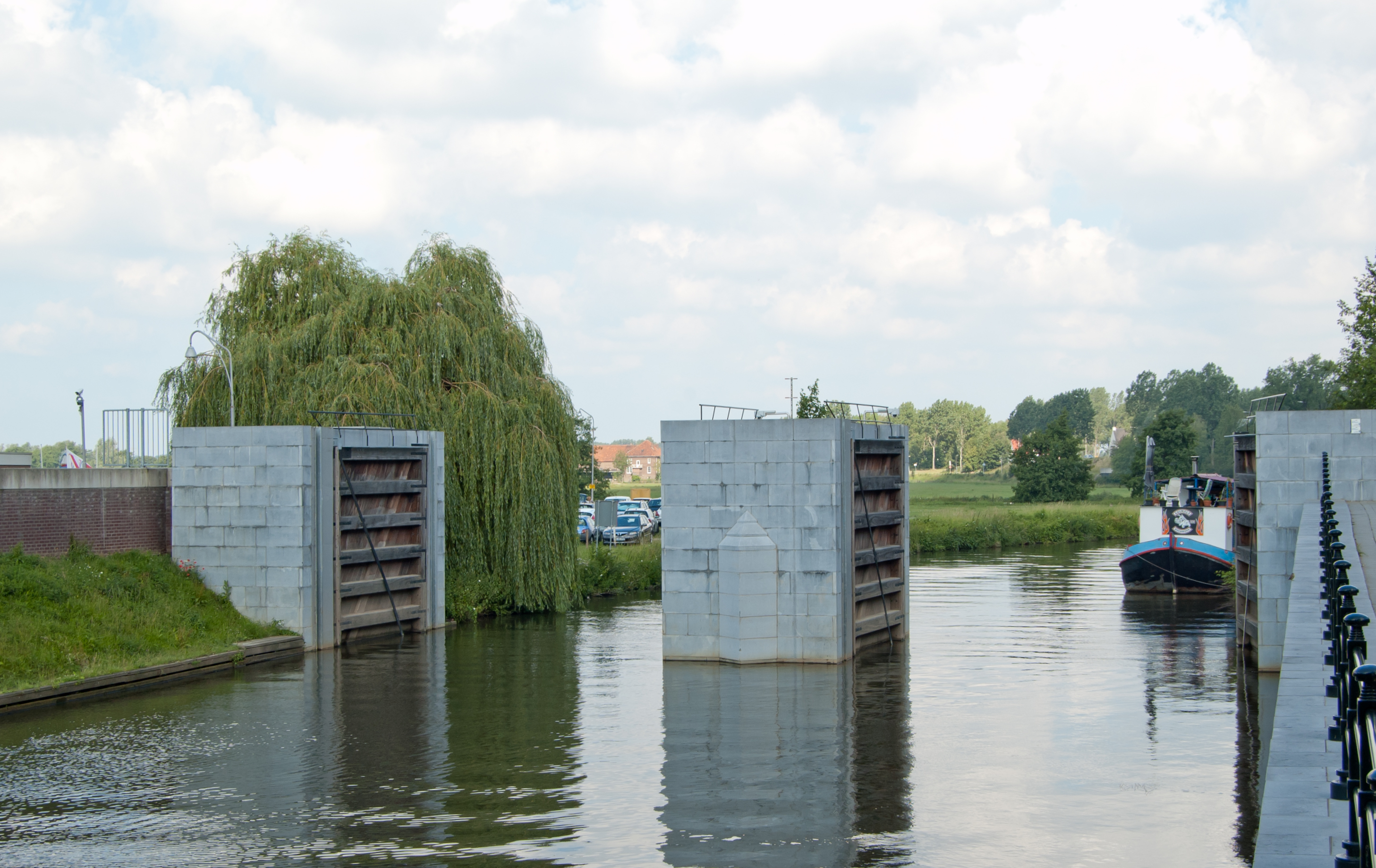
Verengung des Fahrwassers durch die Hochwasserschutztore